# Дамшайд
Дамшайд (нім. Damscheid) — громада в Німеччині, розташована в землі Рейнланд-Пфальц. Входить до складу району Рейн-Гунсрюк. Складова частина об'єднання громад Занкт-Гоар-Обервезель.
Площа — 15,10 км2. Населення становить 665 ос. (станом на 31 грудня 2020).